# Caroebe
Caroebe es un municipio del sudeste del estado de Roraima, Brasil. 
No posee señal de celular, se encuentra en los márgenes de la vegetación amazónica.

## Historia
El municipio fue creado por la ley n.º 082, del 4 de noviembre de 1994 con tierras desmembradas del municipio de São João da Baliza y su instalación se dio en 1997.

## Geografía
Se localiza en la microrregión del Sudeste de Roraima, mesorregión del Sur de Roraima. Está a una distancia de 338Km de Boa Vista. La población estimada en 2006 era de 5901 habitantes y el área es de 12.066 km², el que resulta en una densidad demográfica de 0,489 hab/km². El relieve está compuesto por una superficie plana, representando 70% del área, áreas inundables (terrazas fluviales) y relieve fuertemente ondulado, representando el 20% del área. La cobertura vegetal del municipio es ombrófila densa. La población indígena tiene una participación en relación con el total del Municipio del 52,70%.

### Clima
El clima del municipio es de tipo tropical lluvioso y sin estación de sequía, con una precipitación pluviométrica relativamente elevada, permitiendo el desarrollo de la zona de bosque florestal. La precipitación pluviométrica es entre 1.500 mm y 1.750 mm. La media de la temperatura anual es de 28 °C. El intervalo de variación de temperatura en el año, se encuentra entre 26º y 38 °C.

## Economía

### Producto interno bruto
- Valor adicionado en la agropecuaria - R$ 3.715.000
- Valor adicionado en la industria - R$ 702.000
- Valor adicionado en el servicio - R$ 18.817.000
- APU - R$ 15.445.000
- DUMMY - R$ 0
- Impuestos - R$ 196.000
- PIB - R$ 23.433.000
- PIB per cápita - R$ 4.009